# Hlîbociok, Korostîșiv
Hlîbociok (în ucraineană Глибочок) este un sat în comuna Harîtonivka din raionul Korostîșiv, regiunea Jîtomîr, Ucraina.

## Demografie
Componența lingvistică a localității Hlîbociok
     Ucraineană (98,21%)
     Rusă (1,79%)
Conform recensământului din 2001, majoritatea populației localității Hlîbociok era vorbitoare de ucraineană (98,21%), existând în minoritate și vorbitori de rusă (1,79%).